# Apriona hageni
Apriona hageni är en skalbaggsart som beskrevs av De Jong 1936. Apriona hageni ingår i släktet Apriona och familjen långhorningar. Inga underarter finns listade i Catalogue of Life.